# 高知市中央卸売市場
高知市中央卸売市場（こうちしちゅうおうおろしうりしじょう）は、高知市が開設している中央卸売市場。1930年（昭和5年）開場。京都市中央卸売市場に次いで日本で2番目に長い歴史をもつ中央卸売市場である。2014年（平成26年）、水産物部が「高知市公設地方卸売市場水産物部」に転換。青果部のみが中央卸売市場として残り、地方卸売市場と混在する形となっている。

## 沿革
- 1929年（昭和4年）12月 - 高知市中央卸売市場の開設許可[2]。
- 1930年（昭和5年）1月 - 高知市九反田に開場（鮮魚部のみで開設）[2]。
- 1931年（昭和6年） - 青果部新設[2]。
- 1933年（昭和8年） - 塩干魚部新設[2]。
- 1967年（昭和42年） - 高知市中ノ島字弘化台へ新市場を建設し全面移転[2]。
- 1989年（平成元年） - 固定桟橋駐車場完成。
- 2006年（平成18年） - 第6次整備計画完成。
- 2014年（平成26年） - 3月31日、水産物部が高知市公設水産地方卸売市場に転換[2]。

## 施設概要
市場施設：40,846m2
固定桟橋：12,176m2
立体駐車場：11,205m2
一般駐車場：13,475m2

## アクセス
とさでん交通「中央市場前」バス停下車すぐ。